# هووسرس
هووسرس (بالإنجليزية: Hoosiers)‏ هو فيلم دراما رياضي أمريكي من تأليف انجيلو بيتسو وإخراج ديفيد أنسبو ومن بطولة جين هاكمان، باربرا هيرشي، دينيس هوبر، صدر الفيلم في 14 نوفمبر 1986.

## نبذة
عن قصة حقيقية حدثت عام 1954، ترصد أحداث الفيلم فريق كرة السلة في إنديانا،وإستعداداته، لكي يفوز فريق المدرسة العليا بالمباراة النهائية، والدوري، من خلال مدرب الفريق العاشق لكرة السلة (نورمان ديل)، صاحب الماضي المضظرب، ومدمن الخمور السابق، الذي يحاول التعافي لقيادة الفريق للنصر.

## وصلات خارجيّة
- هووسرس على موقع IMDb (الإنجليزية)
- هووسرس على موقع ميتاكريتيك (الإنجليزية)
- هووسرس على موقع الموسوعة البريطانية (الإنجليزية)
- هووسرس على موقع روتن توميتوز (الإنجليزية)
- هووسرس على موقع نتفليكس (الإنجليزية)
- هووسرس على موقع قاعدة بيانات الأفلام العربية
- هووسرس على موقع ألو سيني (الفرنسية)
- هووسرس على موقع Turner Classic Movies (الإنجليزية)
- هووسرس على موقع أول موفي (الإنجليزية)
- هووسرس على موقع بوكس أوفيس موجو (الإنجليزية)